# Batsère
Batsère é uma comuna francesa na região administrativa de Occitânia, no departamento dos Altos Pirenéus. Estende-se por uma área de 2,3 km², Em 2010 a comuna tinha 34 habitantes (densidade: 14,8 hab./km²)..